# Cirrhipathes rumphii
Cirrhipathes rumphii är en korallart som beskrevs av van Pesch 1910. Cirrhipathes rumphii ingår i släktet Cirrhipathes och familjen Antipathidae. Inga underarter finns listade i Catalogue of Life.